# 줄가자미

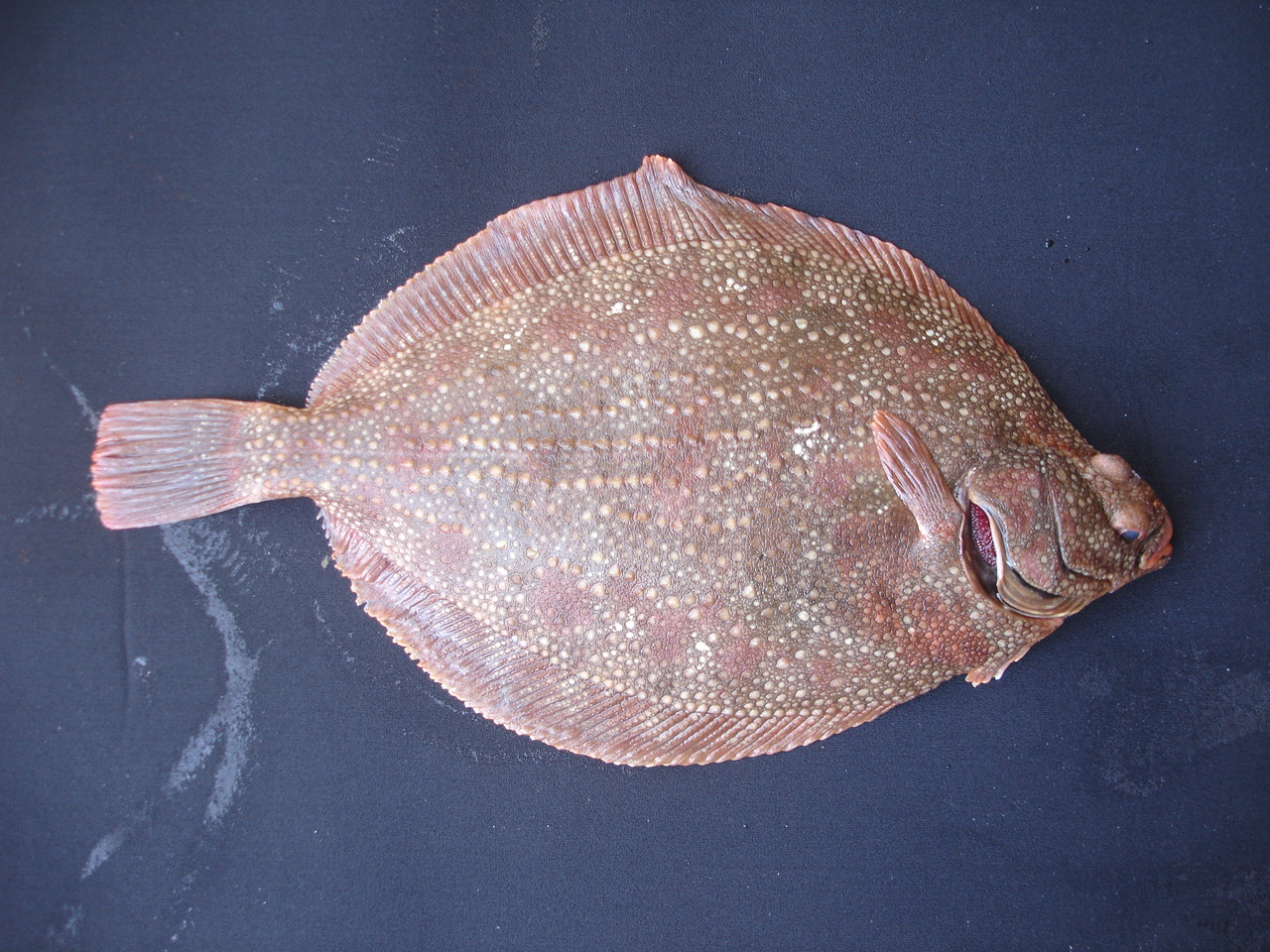
줄가자미.

줄가자미(roughscale sole, Clidoderma asperrimum)는 가자미과 가자미목에 속하는 어류이며, 식용이 가능하다. 바닥에 모래와 흙이 많이 많은 해저에 사는 물고기이며, 생활하는 해저 깊이는 15~1900미터에 이르지만 보통은 40~600미터에 거주한다. 길이는 62센티미터에 달하며 무게는 최대 4.4 킬로그램에 이를 수 있다. 토착종은 중화인민공화국과 일본 해안에서 베링해, 알래스카주, 캐나다, 미국의 캘리포니아 해안에 이르는 태평양 북부에 거주한다.

## 먹이
줄가자미의 먹이는 해양 무척추동물과 어류와 같은 저서생물로 이루어져 있다.